# Атомна флуоресцентна спектрометрія
Атомна флуоресцентна спектрометрія (АФС) — аналітичний метод, що використовується для визначення концентрації хімічних елементів у зразках.
Механізм спектрометрії включає перетворення зразка на газоподібні атоми, атоми хімічних елементів збуджується і переходять на більш високий рівень електронної енергії джерелом світла. Після збудження атоми дезактивуються випромінюванням фотона. Виміряна флуоресценція — це процес викидів.

## Реалізація
Прилади для AFS включають джерело світла (лазер) для радіаційного збудження атомів; атомна комірка для перетворення зразка в газоподібні атоми; і система виявлення для збору флуоресцентного випромінювання.
Комерційні прилади AFS використовують методи вироблення пари, які можуть забезпечити чутливість декількох елементів до рівня на трильйон частинок (ppt).